# Camera penale
La Camera penale  è un'associazione senza scopo di lucro, i cui membri sono iscritti negli albi degli avvocati di un determinato territorio, che prestano patrocinio nell'ambito dei procedimenti penali.
Di solito vi è una camera per ogni distretto di Corte d'appello. Cura i rapporti con la magistratura del luogo e il locale Ordine degli avvocati e discute sulle problematiche dell'avvocatura.
Ogni camera è associata all'unione delle camere penali.